# 이 책을 훔쳐라
이 책을 훔쳐라(Steal This Book)은 1970년 아나키스트 애비 호프만에 의해 미국에서 쓰여져 1971년 간행된 반문화 성향의 책이다.
마리화나 재배법, 폭탄 제조법, 해적방송, 도둑질, 무임 승차, 신분증 위조 등의 방법이 담겨있어 당대 이피들 사이에서 널리 읽혔다.
저자인 애비 호프만 등에 대한 영화인 이 영화를 훔쳐라!(2000년)의 제목이 이 책에서 유래되었다.